# Uvertura la Cavaleria ușoară
Uvertura la Cavaleria ușoară este uvertura operetei lui Franz von Suppé, Cavaleria ușoară  (titlul original: în germană Leichte Kavallerie), care  a avut premiera la Viena în 1866. Deși opereta este rar interpretată sau înregistrată, uvertura este una dintre cele mai populare compoziții ale lui Suppé și a obținut o viață destul de distinctă, separată de opera din care a făcut parte inițial. Multe orchestre din întreaga lume au piesa în repertoriul lor, iar tema principală a uceniciei a fost citată de nenumărate ori de muzicieni, desene animate și alte mijloace media.

## Înregistrări
Uvertura a fost înregistrată de foarte multe ori, inclusiv de către acești dirijori notabili:
- Herbert von Karajan și Orchestra Filarmonică din Berlin
- Riccardo Muti și Orchestra Filarmonică din Viena
- Iosif Conta și Orchestra Simfonică a Radiodifuziunii Române (Miniaturi simfonice, Electrecord ‎– ECE 0185)[3]
- Paul Paray și Detroit Symphony Orchestra
- Georg Solti și Orchestra Filarmonică din Viena
- George Weldon și Orchestra Philharmonia